# Hungaryzm
Hungaryzm (od łac. Hungaria „Węgry”), także: madziaryzm (od węg. Magyar „Węgier”) – element językowy (wyraz, zwrot, konstrukcja składniowa) zaczerpnięty z języka węgierskiego. W języku polskim stanowią one niewielką, dość ograniczoną grupę.
Hungaryzmy przenikały do języka polskiego w okresach ożywionych kontaktów Polski i Węgier (głównie XV i XVI wiek). Królami Polski byli między innymi Ludwik Węgierski i Stefan Batory. Później hungaryzmy przenikały do polszczyzny sporadycznie (np. giermek, choć pierwsze poświadczone użycia w języku polskim pochodzą z XVI w., to jednak sam wyraz został w polszczyźnie spopularyzowany dopiero w XIX w. przez Henryka Sienkiewicza).
Niektóre hungaryzmy przedostały się do języka polskiego za pośrednictwem języka słowackiego, np. gwarowe wyrazy bosárka („czarownica”), pajtas~pajtaś („maluch”), somar~sumar („osioł”).
Do najważniejszych hungaryzmów w języku polskim należą:
- baca
- batiar
- bogracz
- ciżma
- czako
- czardasz
- czata
- czekan
- czikos
- dobosz
- gazda
- giermek
- hajduk
- hejnał
- juhas
- leczo
- ogar
- orszak
- rokosz
- szatra
- szereg
- szyszak